# Informe Oslo

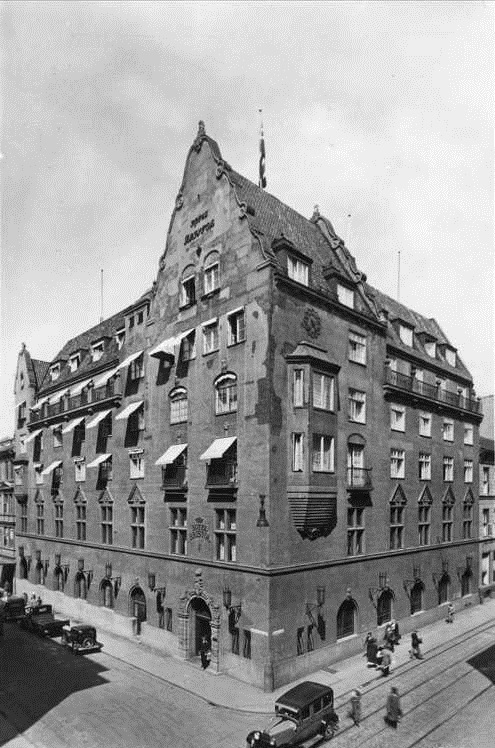
Hotel Bristol (Oslo), Postcards of Oslo, Postcards of hotels in Norway, S. Gr

El Informe Oslo fue una de las más espectaculares filtraciones de información en la historia de la inteligencia militar. Escrito por Hans Ferdinand Mayer entre el 1 y el 2 de noviembre de 1939 durante un viaje de negocios a Oslo, Noruega, describía varias armas alemanas actuales y futuras.
Mayer envió el informe de manera anónima en forma de dos cartas a la Embajada británica en Oslo, desde donde fueron transferidas al MI6 en Londres para análisis posteriores. Probó ser una fuente muy valiosa para los británicos al poder desarrollar contra-medidas, especialmente con respecto a sistemas de radiogoniometría y radares, y contribuyó en gran medida a la victoria británica en la Batalla de Inglaterra.

## Antecedentes
Hans Ferdinand Mayer recibió su Ph.D. en Física por la Universidad de Heidelberg en 1920. Tras pasar dos años como investigador asociado en el laboratorio de su asesor doctoral (Philipp Lenard), pasó a trabajar a Siemens AG en 1922. Se interesó por las telecomunicaciones y pasó a formar parte del laboratorio de investigación de comunicaciones de Siemens, convirtiéndose en su director en 1936. Debido a su posición, tenía contactos por toda Europa y los Estados Unidos, y acceso a un amplio rango de información sobre desarrollo electrónico en Alemania, especialmente en el sector militar.
Después de que Hitler invadiera Polonia el 1º de septiembre de 1939, Mayer decidió informar a los británicos lo más que podía sobre secretos militares a fin de derrotar al régimen nazi. Arregló un viaje de negocios a Escandinavia a finales de octubre de 1939. Llegó a su primera escala programada, Oslo, el 30 de octubre de 1939 y se registró en el Hotel Bristol.
Mayer pidió prestada una máquina de escribir al hotel y, durante dos días, mecanografió el Informe Oslo de siete páginas en forma de dos cartas. Envió por correo la primera carta el 1º de noviembre, por la cual solicitaba al agregado militar británico coordinar con el Servicio Mundial de la BBC para alterar la introducción a su programa en alemán si deseaba recibir el Informe. Esto fue realizado y Mayer envió en Informe junto con un vávula termoiónica de un prototipo de una espoleta de proximidad. 
También escribió una carta a su antiguo amigo británico , Henry Cobden Turner, para pedirle que se comunicara con él a través su colega danés Niels Holmblad. Esta comunicación indirecta era necesaria dado que el Reino Unido y Alemania estaban en guerra, pero en ese momento, Dinamarca permanecía neutral. Mayer continuó sus viajes a Dinamarca para visitar a Holmblad, pidiéndole que transmitiera información entre él y Turner. Holmblad aceptó de buena gana, pero una vez que Hitler invadió Dinamarca el 9 de abril de 1940, esta ruta de comunicación dejó de ser factible, y Mayer regresó a Alemania. 

## Reacción británica
El 4 de noviembre de 1939, el capitán Hector Boyes, el adjunto naval en la Embajada británica en Oslo, recibió una carta anónima por la que se le ofrecía un informe secreto de los últimos avances técnicos alemanes. Para recibir el informe, todo lo que debía hacer era coordinar que el anuncio usual de la BBC World Service en su emisión en alemán fuera cambiado a "Hullo, hier ist London". Esto se llevó a cabo y tuvo como resultado la entrega de un paquete, una semana más tarde, que contenía un documento mecanografiado y un tipo de válvula termoiónica, un sensor para espoletas de proximidad para granadas o bombas. El documento que lo acompañaba se volvió famoso después de que fuera revelada su existencia en 1947 y fue denominado el "Informe Oslo".
Boyes evaluó de inmediato la importancia potencia del informe e hizo que un miembro del equipo de la embajada hiciera una traducción, la cual envió al MI6 en Londres, junto con el original.
El Informe Oslo fue recibido con indiferencia o incluso incredulidad por la inteligencia británico, con la notable excepción de Reginald V. Jones, por entonces un joven  Ph.D. en Física que había sido recientemente puesto a cargo de una nueva área denominada "Inteligencia científica". Jones sostuvo que a pesar de algunas inexactitudes, los detalles técnicos eran correctos y afirmó que todos los sistemas electrónicos divulgados en él debían ser investigados. En un informe de 1940, Jones resumió su opinión:
 La contribución de esta fuente al problema actual puede ser resumida en la afirmación que los alemanes estaban poniendo en uso un sistema de RDF [un Radio Direction Finder, el nombre británico para radar] similar al propio...
Una revisión cuidadosa de todo el informe deja solo dos posibles conclusiones: (1) que fue "plantado" para persuadirnos que los alemanes estaban tan avanzados como nosotros o (2) que la fuente era genuinamente desafecta al régimen alemán y deseaba decirnos todo lo que sabía. La precisión general de la información, la entrega gratuita de la espoleta y el hecho de que la fuente no hiciera ningún esfuerzo, hasta donde se conoce, por explotar el asunto, junto con el subsecuente curso de la guerra y nuestro reciente conocimiento del Knickebein, pesa fuertemente a favor de la segunda conclusión. Parece, entonces, que la fuente era confiable y era manifiestamente competente. 
En su libro de 1989, Jones resume la importancia del Informe Oslo como sigue:
 Fue, probablemente, el mejor informe único recibido de cualquier fuente durante la guerra.
... En conjunto, por supuesto, las contribuciones de otras fuentes, tales como el desciframiento de Enigma, fotografías aéreas e informes de la Resistencia, excedieron la contribución de Oslo, pero estas fueron realizadas por organizaciones que involucraban a muchos, a veces miles, de individuos y que operaron durante la mayor parte de la guerra. El Informe Oslo, creemos, ha sido escrito por un solo individuo quien en un gran destello nos ha dado una breve mirada sinóptica de mucho de lo que se había prefigurado sobre la electrónica militar alemana.

Mientras Jones tomó el Informe Oslo muy en serio, el Almirantazgo pensó que el informe era "demasiado bueno para ser verdad" y, por tanto, debía ser una trampa de la Abwehr, con sus afirmaciones fantásticas escritas por expertos en armas psicológicas. Un argumento adicional esgrimido por los escépticos fue que ninguna persona podía haber tenido tan amplio conocimiento de la tecnología armamentística como afirmaba el informe. De hecho, el Informe Oslo estaba fuertemente centrado en tecnología electrónica y varias grandes compañías alemanas participaron en tales proyectos para las tres fuerzas armadas. Algunos científicos en estas compañías habrían tenido, en realidad, un amplio conocimiento de los programas de investigación. 
Afortunadamente para Jones (y el pueblo británico), Churchill creyó en él y lo apoyó en sus investigaciones, lo que redundó en la llamada "Batalla de los Haces Radioeléctricos", la mayor operación de guerra electrónica hasta ese momento, con los alemanes usando RDF para identificar los blancos de sus bombardeos y los británicos interfiriendo dichos RDF, logrando estos últimos incluso que pilotos alemanes aterrizaran en bases de la RAF creyendo que eran bases alemanas.   

## Preservación del secreto
Mayer fue arrestado por la Gestapo en 1943 a causa de sus escuchas clandestinas de la BBC y fue encarcelado en distintos campos de concentración hasta el final de la guerra. Allí fue reclamado por Johannes Plendl, quien solicitó sus "conocimientos científicos" para asistirlo en el desarrollo del sistema Knickbeine y sus evoluciones posteriores, lo que salvó a Mayer de la SS. Sin embargo, Mayer nunca había trabajado antes en sistemas de radio, por lo que nunca se supo si el reclamo de Plendl fue cierto, o fue una "mentira piadosa" que le permitió a Mayer salvar el pellejo.  
Los nazis nunca supieron del Informe Oslo, y recién se hizo público el caso en 1947 por medio de Jones, quien lo reveló pero (según un acuerdo entre ambos caballeros) resguardando en todo momento la identidad del autor del informe, para prevenir represalias hacia él o los suyos. 
La propia familia de Meyer no supo nada hasta 1977, cuando éste hizo constar en su testamento que se haría pública esa información luego de su fallecimiento y el de su esposa. Jones respetó dicho acuerdo, revelando toda la verdad recién en 1989, casi diez años después del fallecimiento de Meyer.